# یوزف یواخیم
یوزف یواخیم (مجاری: Joseph Joachim؛ ۲۸ ژوئن ۱۸۳۱ – ۱۵ اوت ۱۹۰۷) یک نوازندهٔ برجستهٔ ویولن، آهنگساز، کنسرت مایستر، رهبر ارکستر و مدرس موسیقی اهل مجارستان بود.
یوزف یواخیم همکاری نزدیکی با «یوهانس برامس» داشت و بسیاری او را، یکی از برجسته‌ترین نوازندگان ویولن در قرن ۱۹ میلادی می‌دانند.
یوزف نوازندگی ویولن را در شهر «پِشت» در مجارستان آغاز کرد و سپس به تحصیل در رشته موسیقی در دانشگاه موسیقی و هنرهای نمایشی وین پرداخت. پس از آن به لایپزیگ رفت و تحت‌الحمایه فلیکس مندلسون درآمد و با پشتیبانی او، در «هنرستان موسیقی لایپزیک»، تئوری موسیقی و آهنگسازی را فرا گرفت. نخستین اجرای او در گواندهاوس بود که «فانتزی اتللو» (ساختهٔ هاینریش ویلهلم ارنست) را نواخت.
وی شاگردان زیادی را تربیت کرد که از آن میان می‌توان به چارلز مارتین لفلر اشاره نمود.